# Helena (bysantinsk kejsarinna)
Helena Alypia, född okänt år, död okänt år, var en bysantinsk kejsarinna, gift med kejsar Konstantin VIII.
Helena var dotter till Alypius, medlem av en respekterad adelsfamilj och beskrivs som vacker och dygdig. Hon var den enda kejsarinnan under Konstantin och hans bror Basileious långa regeringstid (976-1025), för hennes svåger gifte sig aldrig. 